# Герра, Элена
Элена Люсия Герра Барберо (исп. Elena Lucia Guerra Barbero; род. 20 января 1976, Монтевидео) — уругвайская легкоатлетка, специалистка по бегу на средние и длинные дистанции, легкоатлетическому кроссу. Выступала на профессиональном уровне в 1999—2005 годах, победительница первенств национального значения, призёрка ряда крупных международных стартов, действующая рекордсменка Уругвая в беге на 5000 метров, участница летних Олимпийских игр в Афинах.

## Биография
Элена Герра родилась 20 января 1976 года в Монтевидео, Уругвай.
Впервые заявила о себе в лёгкой атлетике на международном уровне в сезоне 1999 года, когда вошла в состав уругвайской сборной и выступила на чемпионате Южной Америки в Боготе, где финишировала седьмой и четвёртой в беге на 800 и 1500 метров соответственно. Также в этом сезоне в 1500-метровой дисциплине победила на домашних соревнованиях в Монтевидео и на международном старте в Буэнос-Айресе.
В 2000 году на дистанции 1500 метров с личным рекордом 4:27.98 заняла шестое место на иберо-американском чемпионате в Рио-де-Жанейро.
В 2004 году выиграла серебряную медаль на чемпионате Южной Америки по кроссу в Макаэ. На домашних соревнованиях в Монтевидео установила ныне действующий национальный рекорд Уругвая в беге на 5000 метров (16:46.65) и личный рекорд в беге на 10 000 метров (36:07.7) — в обоих случаях стала серебряной призёркой. На иберо-американском чемпионате в Уэльве финишировала 12-й и 9-й в дисциплинах 3000 и 5000 метров. Благодаря череде удачных выступлений удостоилась права защищать честь страны на летних Олимпийских играх в Афинах — на предварительном квалификационном этапе 1500 метров показала время 4:35.31, чего оказалось недостаточно для выхода в следующую стадию соревнований.
В 2005 году стала седьмой на кроссовом южноамериканском чемпионате в Монтевидео, заняла 83-е место на кроссовом чемпионате мира в Сент-Этьене. По окончании сезона завершила спортивную карьеру.